# 小久保実
小久保 実（こくぼ　みのる、1923年9月25日-2011年6月21日）は、日本現代文学の研究者。

## 経歴
大阪府生まれ。関西大学卒、同大学院博士課程単位取得満期退学。関西大学、関西外国語大学助教授、園田学園女子短期大学助教授、大谷女子大学教授、帝塚山学院大学教授・名誉教授を務めた。堀辰雄を中心として現代日本文学を多く論じた。

## 著書
- 堀辰雄（現代文学研究会、1951年）
- 堀辰雄論（麦書房、1965年）
- 中村真一郎論（審美社、1975）
- 戦後文学の領域（ぬ書房、1976年）
- 立原道造（審美社、1983年）
- 遠藤周作の世界（和泉書院、1983年）
- 堀辰雄（日本図書センター、1993年）

## 共著編
- 戦後文学 展望と課題（真興社出版、1968年）
- 堀辰雄 中村真一郎共著（保育社、1972年）
- 瀬戸内晴美の世界（創林社、1980年）
- 論集・堀辰雄（風信社、1985年）